# A4-es autópálya (Horvátország)

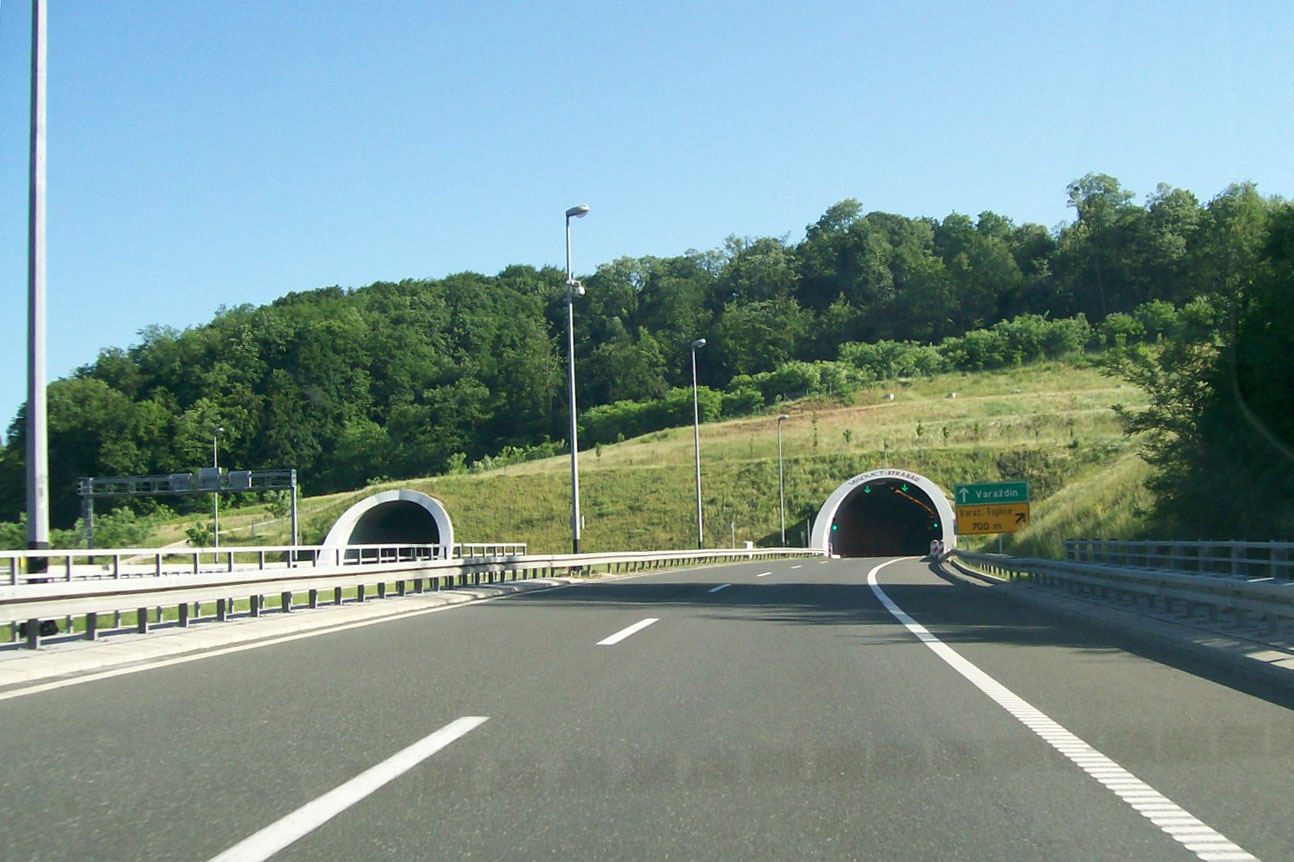
Egy alagút Varasdfürdőnél

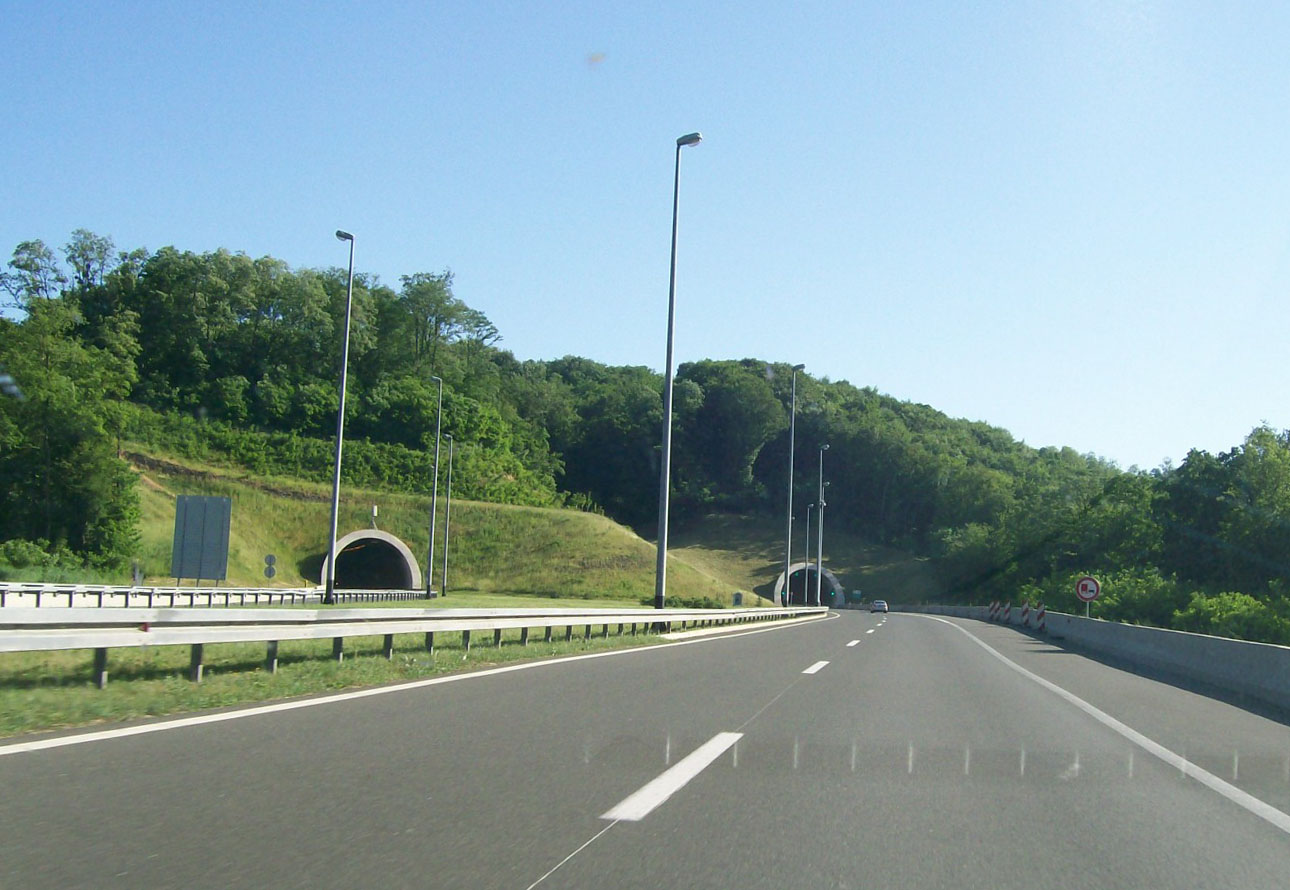
Egy alagút Varasdfürdőnél

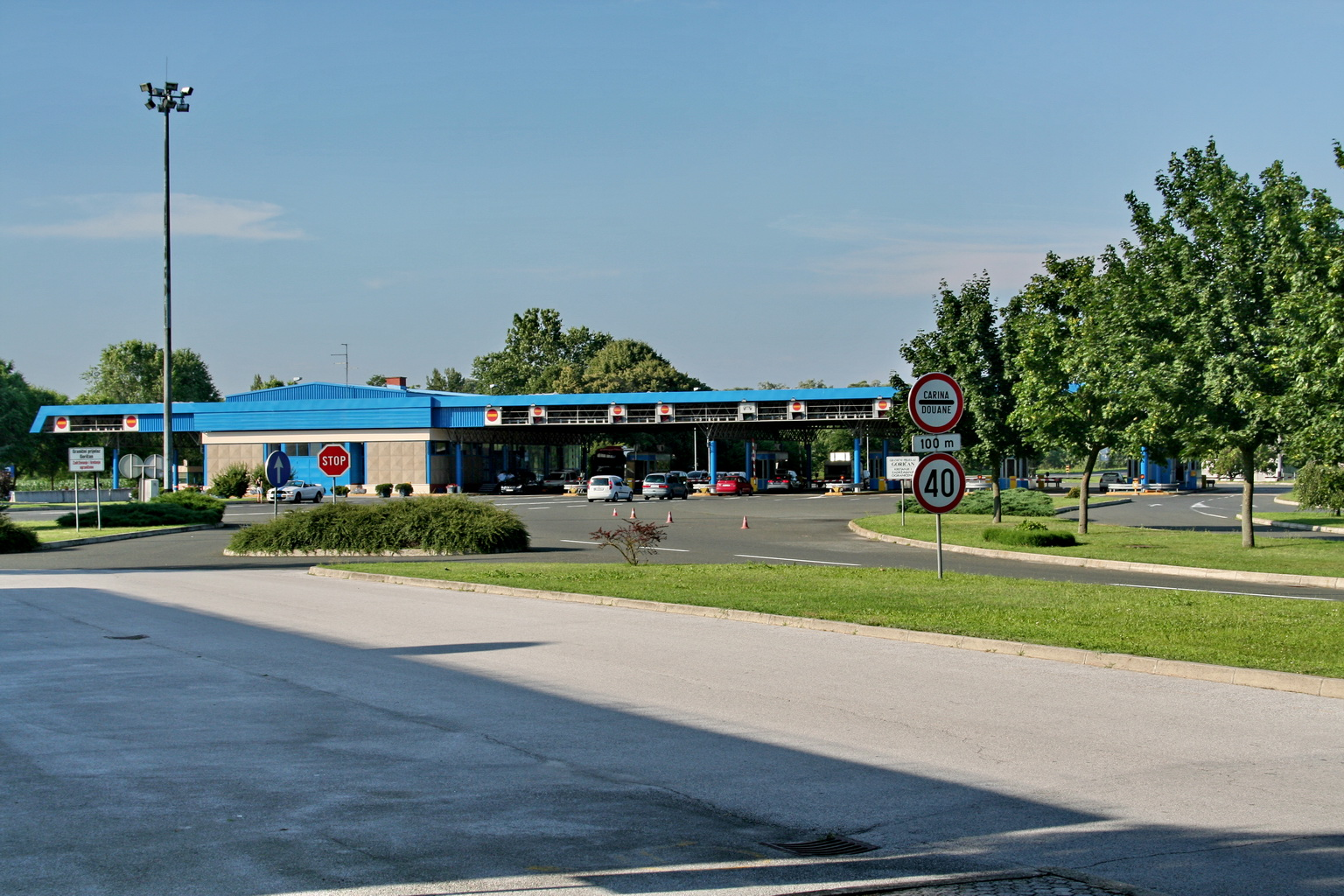
Országhatár Muracsányál

Az A4-es autópálya (horvátul: Autocesta A4) északkelet felé haladva köti össze Zágrábot a magyar határral. Leggyakrabban Zágráb-Varasd autópályaként említik, de nem ez a hivatalos elnevezése. Az autópályán útdíjat kell fizetni, kivéve a zágrábi körgyűrűhöz tartozó részért, a déli végén.

## Európai útszámozás
| Szám | Útvonal                                           |
| ---- | ------------------------------------------------- |
|      | / Muracsány (Goričan) - Zágráb (Čvor Ivanja Reka) |

## Díjfizetés
| Kijáratok                         | I. Kategória | II. Kategória | III. Kategória | IV. Kategória |
| --------------------------------- | ------------ | ------------- | -------------- | ------------- |
| Muracsány (Goričan)               | 0,00         | 0,00          | 0,00           | 0,00          |
| Csáktornya                        | 7,00         | 10,00         | 15,00          | 22,00         |
| Ludbreg                           | 10,00        | 15,00         | 22,00          | 33,00         |
| Varasd (Varaždin)                 | 13,00        | 20,00         | 29,00          | 43,00         |
| Varasdfürdő (Varaždinske Toplice) | 15,00        | 24,00         | 35,00          | 52,00         |
| Novi Marof                        | 18,00        | 29,00         | 42,00          | 63,00         |
| Breznički Hum                     | 22,00        | 35,00         | 51,00          | 76,00         |
| Komin                             | 27,00        | 42,00         | 62,00          | 92,00         |
| Sveta Helena (Zágráb)             | 36,00        | 54,00         | 81,00          | 120,00        |

Az árak horvát kunában (Kn) vannak megadva!

## Díjmentes szakaszok
A Sveta Helena és Zágráb közötti szakaszon díjmentesen használható.